# Mike Flynn
Michael David "Mike" Flynn (nacido el 31 de julio de 1953 en Casablanca, Marruecos) es un exjugador de baloncesto estadounidense que disputó dos temporadas en la NBA, una en la ABA y tres más en la liga sueca. Con 1,88 metros de estatura, jugaba en la posición de base.

## Trayectoria deportiva

### Universidad
Jugó durante tres temporadas con los Wildcats de la Universidad de Kentucky, en las que promedió 9,8 puntos, 4,5 rebotes y 3,0 asistencias por partido.

### Profesional
Fue elegido en el puesto 113 del Draft de la NBA de 1975 por Philadelphia 76ers, y en el puesto 56 del Draft de la ABA por Indiana Pacers, fichando por estos últimos. En su primera temporade en el equipo, como suplente de Billy Keller, promedió 6,3 puntos y 2,0 asistencias por partido.
Al año siguiente la ABA desapareció, y los Pacers fueron uno de los equipos en unirse a la NBA. Flynn jugó dos temporadas más, destacando la primera de ellas, en la que promedió 8,2 puntos y 2,6 rebotes por partido.
Tras ser despedido, fichó por el Alvik BK de la liga sueca, donde jugó tres temporadas, ganando en todas ellas el título de liga, liderando al equipo en anotación con 25 puntos por partido.

## Estadísticas de su carrera en la ABA y la NBA

### Temporada regular
| Temporada | Edad | Equipo         | Liga  | Pos. | P   | TIT | MIN  | TC  | TCA | %TC  | 3P  | 3PA | %3P  | TL  | TLA | %TL  | R.OF. | R.DEF. | REB | ASIS | ROB | TAP | PER | FP  | PTS |
| 1975-76   | 22   | Indiana Pacers | ABA   | SG   | 67  |     | 16.4 | 2.5 | 6.6 | .378 | 0.4 | 1.5 | .253 | 1.0 | 1.7 | .577 | 0.9   | 1.0    | 2.0 | 2.0  | 0.7 | 0.1 | 1.2 | 1.7 | 6.3 |
| 1976-77   | 23   | Indiana Pacers | NBA   | SG   | 73  |     | 18.1 | 3.4 | 7.8 | .436 |     |     |      | 1.4 | 1.9 | .711 | 1.0   | 1.5    | 2.6 | 2.5  | 0.8 | 0.1 |     | 1.5 | 8.2 |
| 1977-78   | 24   | Indiana Pacers | NBA   | PG   | 71  |     | 13.5 | 1.7 | 3.8 | .449 |     |     |      | 0.8 | 1.4 | .567 | 0.7   | 1.0    | 1.6 | 2.0  | 0.6 | 0.1 | 1.1 | 0.7 | 4.2 |
| Total     |      |                | TOTAL |      | 211 |     | 16.0 | 2.5 | 6.1 | .419 | 0.4 | 1.5 | .253 | 1.0 | 1.7 | .629 | 0.9   | 1.2    | 2.1 | 2.2  | 0.7 | 0.1 | 1.1 | 1.3 | 6.2 |
|           |      |                | NBA   |      | 144 |     | 15.8 | 2.6 | 5.8 | .440 |     |     |      | 1.1 | 1.7 | .653 | 0.9   | 1.3    | 2.1 | 2.2  | 0.7 | 0.1 | 1.1 | 1.1 | 6.2 |
|           |      |                | ABA   |      | 67  |     | 16.4 | 2.5 | 6.6 | .378 | 0.4 | 1.5 | .253 | 1.0 | 1.7 | .577 | 0.9   | 1.0    | 2.0 | 2.0  | 0.7 | 0.1 | 1.2 | 1.7 | 6.3 |

### Playoffs
| Temporada | Edad | Equipo         | Liga | Pos. | P | TIT | MIN  | TC  | TCA  | %TC  | 3P  | 3PA | %3P  | TL  | TLA | %TL  | R.OF. | R.DEF. | REB | ASIS | ROB | TAP | PER | FP  | PTS  |
| 1975-76   | 22   | Indiana Pacers | ABA  | SG   | 3 |     | 27.7 | 5.0 | 10.0 | .500 | 1.0 | 2.7 | .375 | 2.7 | 3.7 | .727 | 1.7   | 1.7    | 3.3 | 3.3  | 1.0 | 0.0 | 1.7 | 2.0 | 13.7 |
| Total     |      |                | ABA  |      | 3 |     | 27.7 | 5.0 | 10.0 | .500 | 1.0 | 2.7 | .375 | 2.7 | 3.7 | .727 | 1.7   | 1.7    | 3.3 | 3.3  | 1.0 | 0.0 | 1.7 | 2.0 | 13.7 |